# هينك فيسر
هينك فيسر (بالهولندية: Henk Visser)‏ هو منافس ألعاب قوى هولندي، ولد في 23 مارس 1932 في ويلمستاد في كوراساو، وتوفي في 13 نوفمبر 2015 في آرنم في هولندا.

## وصلات خارجية
- هينك فيسر على موقع أوليمبيديا (الإنجليزية)